# 男の子の名前はみんなパトリックっていうの
『男の子の名前はみんなパトリックっていうの』（おとこのこのなまえ-、Charlotte et Véronique ou Tous les garçons s'appellent Patrick）は、1957年製作のフランス映画である。ジャン＝リュック・ゴダール監督による2作目の劇映画、3作目の映画作品（短篇映画）である。『男の子の名はみなパトリック』とも。

## 概要
『ラ・ガゼット・デュ・シネマ』誌を編集するリセ教師モーリス・シェレールことエリック・ロメールが1951年に撮った習作短篇『紹介、またはシャルロットとステーキ』に、同誌に執筆する20歳の映画青年ハンス・リュカスことジャン＝リュック・ゴダールは主演するわけだが、ロメールがそのシリーズとして脚本を執筆し、ゴダールが演出したのが本作である。同シリーズは、ロメールが監督したシリーズ3作目『ヴェロニクと怠慢な生徒』を1958年に撮り、シリーズ4作目をゴダールがオリジナル脚本で『シャルロットとジュール』として撮った。わずか数年後にはヌーヴェルヴァーグのスター監督となるロメールもゴダールも、この時点では、まだ処女長篇を発表していない。
撮影は、パリ市内で行われた。
本作は現在、「クライテリオン・コレクション」版DVDのゴダール監督作『女は女である』に収録されている。

## あらすじ
シャルロットとヴェロニックは、パリにアパルトマンをシェアする学生である。ふたりはリュクサンブール公園で待ち合わせをする。先に着いたシャルロットは、がまんできずに、パトリックという青年に求愛され、一杯飲まないかと誘われ、約束をする。シャルロットがいなくなったところでヴェロニックが着くと、おなじくパトリックが近づいてきて、おなじ会話をし、翌々日に約束をする。ふたりが部屋に戻ってくると、シャルロットもヴェロニックも、それぞれの「パトリック」のことを話す。次の日ふたりは、街で女性に親しくあいさつする青年（パトリック）を目撃し、パトリックがいつもだれに対してもおなじことをしていることがわかってしまう。

## 作品データ
- 原題 Charlotte et Véronique （直訳: シャルロットとヴェロニック）
- 原サブタイトル Tous les garçons s'appellent Patrick （直訳: すべての男の子はパトリックという名である）
- 監督 ジャン＝リュック・ゴダール
- 脚本 エリック・ロメール
- 製作 ピエール・ブロンベルジェ - レ・フィルム・ド・ラ・プレヤード
- 音楽 ルートヴィヒ・ヴァン・ベートーヴェン
- 撮影 ミシェル・ラトゥーシュ
- 録音 ジャック・モーモン
- 編集 セシル・ドキュジス（フランス語版）
- 製作国 フランス
- 形式 白黒 - 35ミリ
- ジャンル 短編映画
- 上映時間 21分
- 公開年 1959年

## キャスト
- ジャン＝クロード・ブリアリ （パトリック）
- アンヌ・コレット （Anne Colette、シャルロット）
- ニコル・ベルジェ （Nicole Berger、ヴェロニック）

## 関連事項
- ジャン＝リュック・ゴダール監督作品一覧
- ヌーヴェルヴァーグ
- シリーズ全4作

1. エリック・ロメール『紹介、またはシャルロットとステーキ Présentation ou Charlotte et son steak』 （1951年）
2. ジャン＝リュック・ゴダール『男の子の名前はみんなパトリックっていうの Charlotte et Véronique ou Tous les garçons s'appellent Patrick』（1957年）
3. エリック・ロメール『ヴェロニクと怠慢な生徒 Véronique et son cancre』 （1958年）
4. ジャン＝リュック・ゴダール『シャルロットとジュール Charlotte et son jules』 （1958年）

- クライテリオン・コレクション （en:The Criterion Collection）

## 註
1. ↑  英語版Wikipediaの「en:All the Boys Are Called Patrick」の項の記述を参照。